# Vretarna
Vretarna är en stadsdel i norra Tumba, Stockholms län.
I Vretarna finns mestadels villor men även en hel del radhus. Vretarna ligger högt beläget på en större kulle mellan Tumba station och Tumba brandstation.